# 박지혜 (해금 연주자)
박지혜(1982년 7월 23일~)는 대한민국의 국악연주가이다. 학력은 추계예술대학교 국악 학사이다.  현재 국악 그룹  미지에서 해금연주를 맡고 있다. 데뷔는 2010년 미지 1집 앨범 (The Challenge)로 하였다.